# Jerzy Turaszwili
Jerzy Turaszwili (ur. 27 czerwca 1901, zm. 25 maja 1977 w Krakowie) – polski wojskowy pochodzenia gruzińskiego.

## Życiorys
Był podchorążym armii gruzińskiej. Po aneksji Gruzji przez Rosję sowiecką przybył do Polski, wstępując do Wojska Polskiego jako oficer kontraktowy. Ukończył Oficerską Szkołę Artylerii (1924) i rozpoczął służbę w 6 pułku artylerii polowej w Krakowie, gdzie służył do 1939. W trakcie kampanii wrześniowej był dowódcą 8 baterii 25 pułku artylerii lekkiej i brał udział w bitwach nad Bzurą i pod Kutnem i Łęczycą. Za udział w kampanii otrzymał Krzyż Srebrny Orderu Virtuti Militari. W lipcu 1944 angażował się w działania 106 Dywizji Piechoty Armii Krajowej. Odznaczony trzykrotnie Krzyżem Walecznych, Złotym Krzyżem Zasługi z Mieczami oraz Krzyżem Kawalerskim Orderu Odrodzenia Polski.
Po zakończeniu działań wojennych mieszkał w Krakowie, pracując w Przedsiębiorstwie Energoprzem, amatorsko śpiewał w męskim chórze Hejnał. Członek założyciel Krakowskiego Klubu Jazdy Konnej i sędzia Polskiego Związku Jeździeckiego (od 1955). 

## Upamiętnienie
W 2018 imieniem Jerzego Turaszwiliego nazwany został skwer w Krakowie, znajdujący się u zbiegu ulic Zwierzynieckiej i Tarłowskiej. 

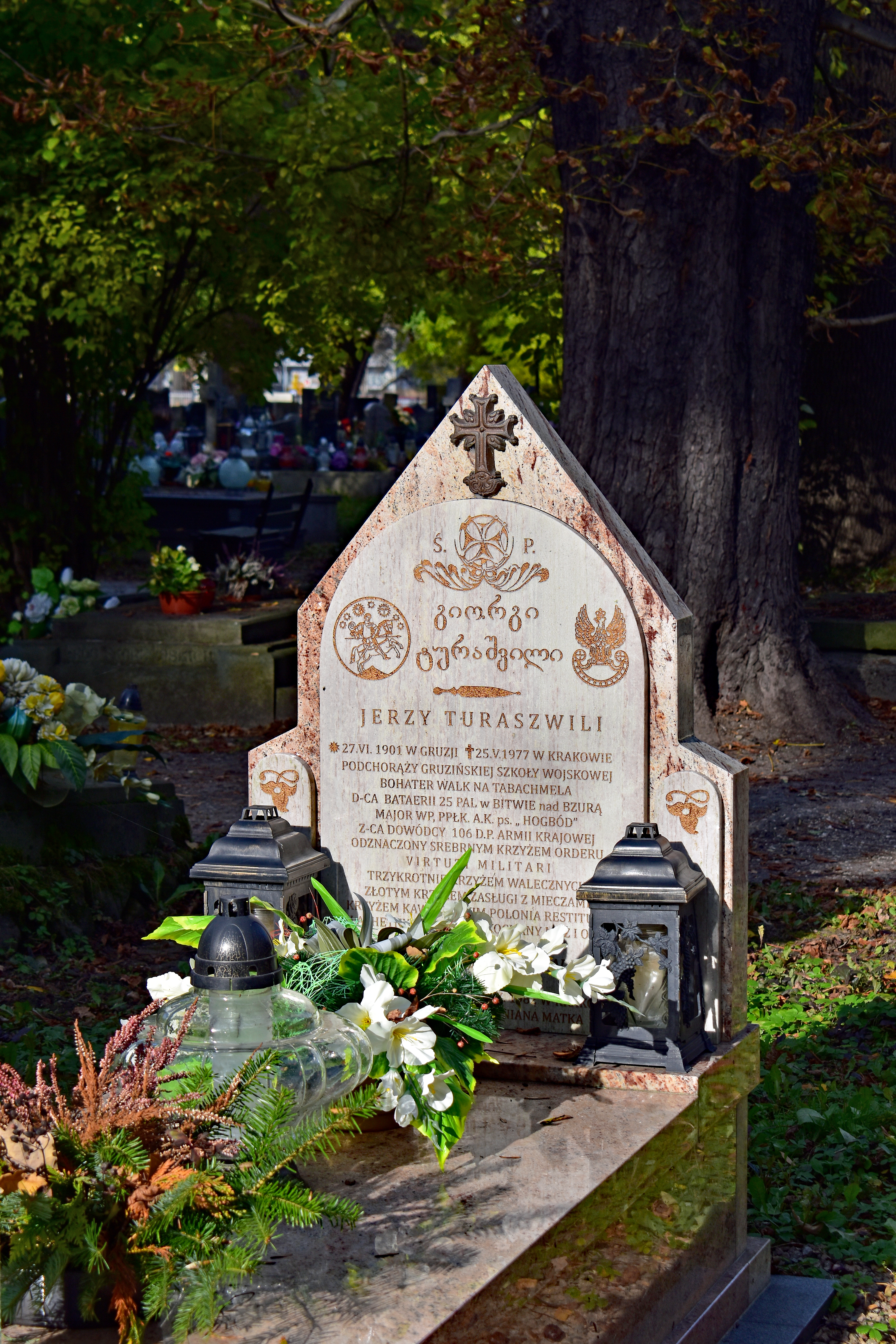
Grób Jerzego Turaszwiliego na cmentarzu Rakowickim
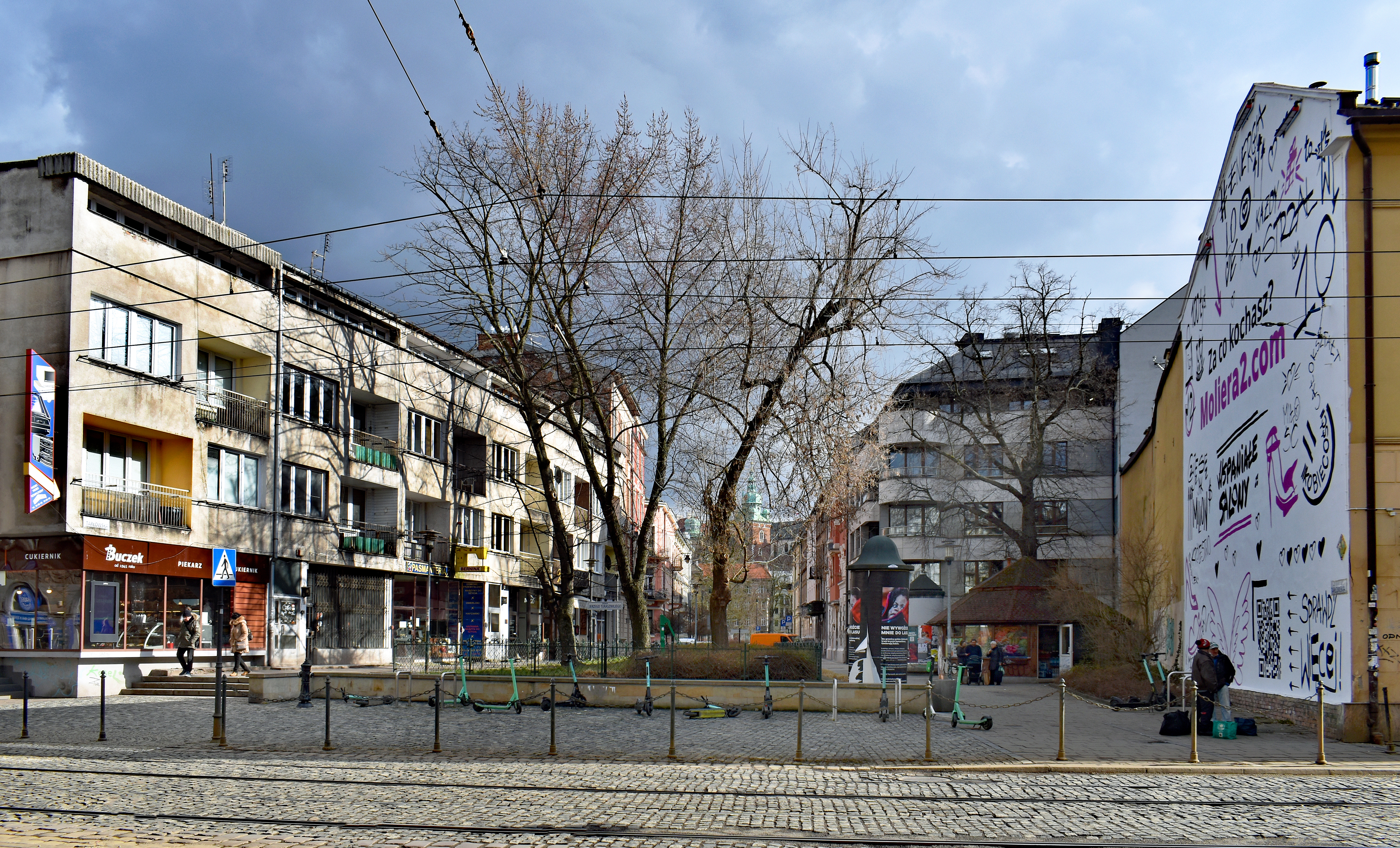
Skwer Jerzego Turaszwiliego w Krakowie
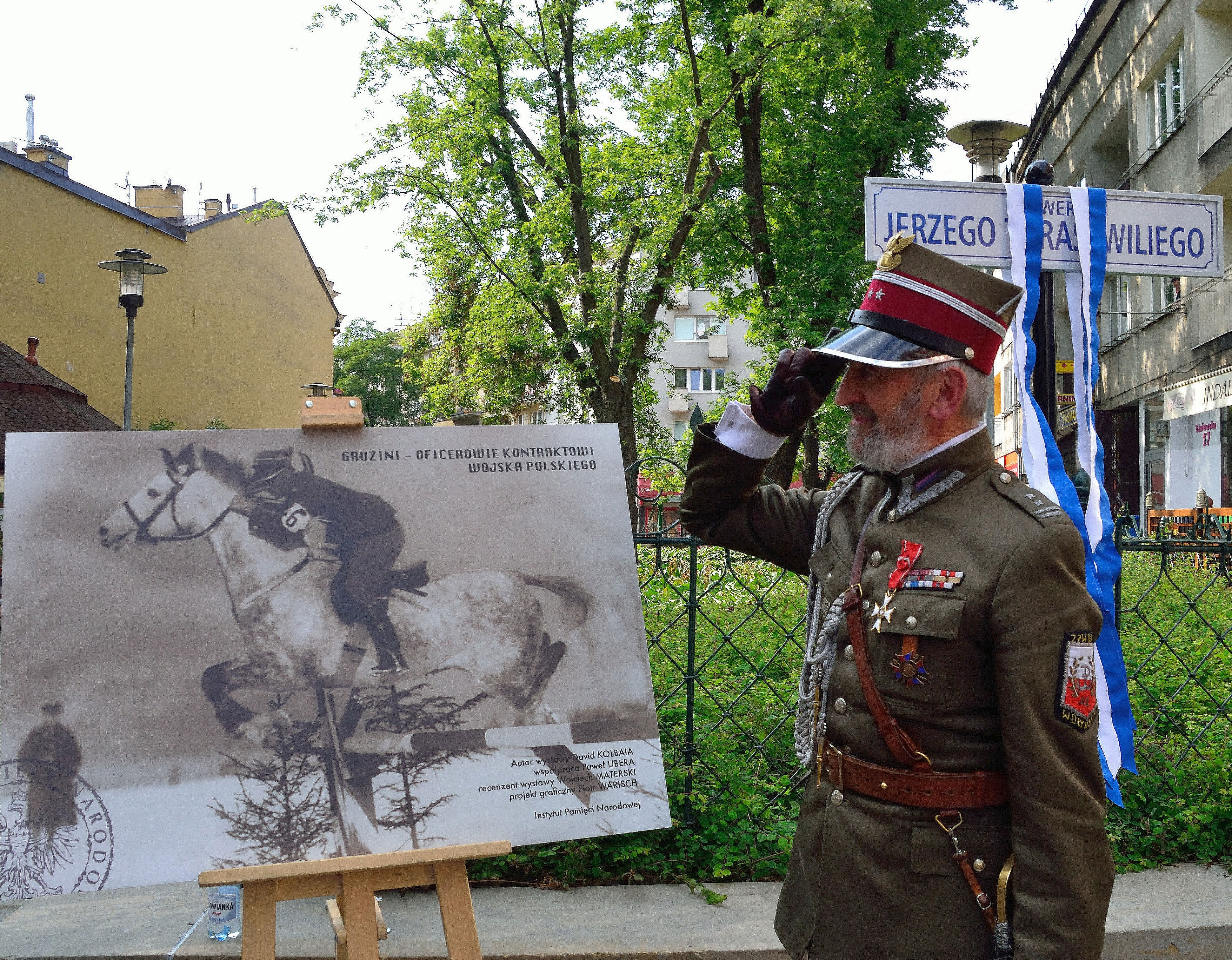
Wystawa na skwerze gen. Turaszwiliego